# 第五帝国

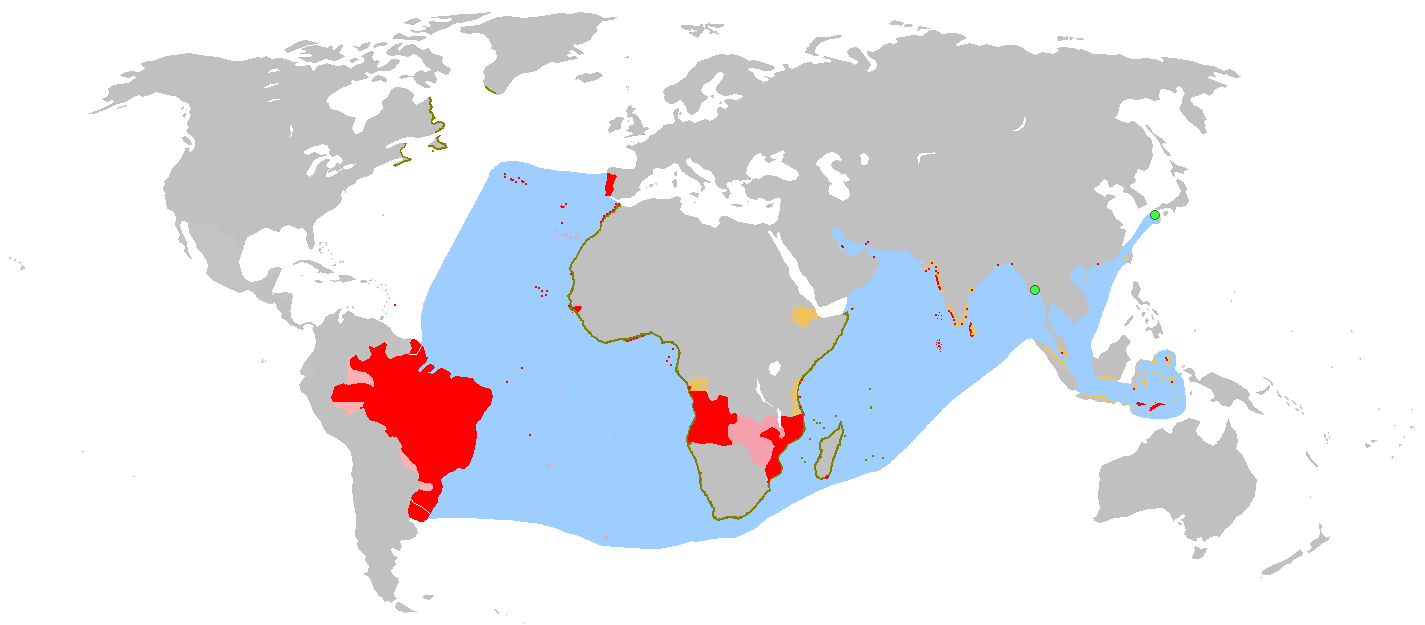
ポルトガル海上帝国の領土と勢力範囲

第五帝国 (ポルトガル語: Quinto Império) は、帝権移譲論を用いてポルトガル海上帝国を世界史上の最終段階として位置付ける概念。ダニエル書第二章やヨハネの黙示録の記述をもとに、17世紀のイエズス会士アントニーノ・ヴィエラが提唱し、20世紀の作家フェルナンド・ペソアの作品『メンサゲム』の出版で知られるようになった。

## 概要
「第五帝国」は単なる領域帝国ではなく、世界に広がる神秘的・言語学的な存在であるとされた。ペソアは第五帝国に至るまでの4つの帝国を以下のように示した。
- 第一帝国 - 古代ギリシア, 数々の古代帝国の知識と経験の結晶
- 第二帝国 - ローマ帝国, 第一帝国の文化と知識の拡張
- 第三帝国 - キリスト教世界, ユダヤ教など東方からの要素を吸収したキリスト教価値観による第一・第二帝国の融合
- 第四帝国 - ヨーロッパ, 第一～第三帝国とアングロ・サクソン文化の融合　イギリス帝国によって形成された、イギリス文化と英語による個人主義の世界[1]

そして「隠された」 (O Encoberto、セバスティアニズモの暗示) 第五帝国とは、ポルトガル国家によって率いられた、神秘的・文化的に統合された世界を指す。

## 起源
第五帝国は、17世紀の神父アントニーノ・ヴィエラが提唱したメシア主義的、千年王国的な思想だった。
ヴィエラによれば、第五帝国に先立つ4つの帝国はアッシリア・カルデア、ペルシア、ギリシア、ローマであった。そしてその後にポルトガル帝国が来るものとしていた。
この考えのもとになったのは、旧約聖書のダニエル書第二章に登場するネブカドネザル2世と、5つの素材でできた彫像の夢に関する物語である。
またより後年のポルトガル史に要素を求めることもできる。1578年にポルトガル王セバスティアン1世がモロッコのサアド朝とのアルカセル・キビールの戦いで敗れ戦死したことで、ポルトガルは1580年にスペインの同君連合下に置かれ独立を失った。このときポルトガル人の間に、セバスティアン1世が死んでおらず救世主として再び現れるというセバスティアニズモが生まれた。1640年にポルトガルが再独立した後、アントーニノ・ヴィエラはジョアン4世を救世主とし、かつて大航海時代の旗手であったポルトガルの栄光の時代を再興し、ポルトガルが過去の4つの帝国を継承するという思想をつくりあげ、多くの著作や説教で説いた。（なお過去の4つの帝国についての考え方はヴィエラとペソアは一致していない。）
同じころ清教徒革命を経たイングランドでは、ヴィエラと同様なアプローチでポルトガルの代わりにイングランドを置く第五王国派が形成されていたが、こうした動きは「1666年」という年が近づくにつれ活発になっていた。666という数字はヨハネの黙示録に登場する世界の独裁者と関連付けられており、その独裁者は再臨したメシアに取って代わられると説かれていた。第五帝国もしくは第五王国は、このメシアの世界国家と同一視された。
ヴィエラやセバスティアニスト、また新キリスト教徒などが影響を受けた人物に、16世紀の靴屋から預言者となったゴンサロ・アネス・バンダーラがいる。彼は60年間のスペイン支配とジョアン4世の王政復古革命、その後のアフォンソ6世、ペドロ2世、ジョアン5世の治世を正確に予言したとされる。豊富な旧約聖書の知識をもとに著された彼の預言書はペソアにも影響を与えている。ペソアは詩集「メッセージ（Mensagem）」のなかで、自らをバンダーラとヴィエラに次ぐ3人目にして最後の「警告者」であるとしている。
ペソアは以下のように記している。 
-第五帝国。ポルトガルの未来 - それがどのようなものか私も分からないが、これだけは知っている - それはバンダーラとヴィエラ、そしてノストラダムスの四行連によって、読める者のためにすでに記述されているということだ。
ペソアのビジョンではブラジルのようなルゾフォニア諸国が鍵を握り、これをイベリア、ブリテン、アイルランド、環大西洋諸国のポルトガル人の連盟と、ギリシャとその文明の遺産が後押しするとされた。
17世紀以降、ポルトガル帝国は衰亡の一途をたどり、彼らの現実離れした夢はより神秘主義的になっていった。ポルトガルを古代の神々に祝福された英雄の国と讃える、ルイス・デ・カモンイスの『ウズ・ルジアダス』に重きが置かれるようになった。